# Temp-2S
Temp-2S (NATO: SS-16 Sinner) — rakietowy pocisk balistyczny stanowiący pierwszą radziecką próbę opracowania efektywnego operacyjnie mobilnego, drogowego systemu ICBM. Ogółem, w Wotkińskich Zakładach Mechanicznych wyprodukowano ok. 200 pocisków tego typu, z których przed zawarciem traktatu SALT II, około sześćdziesięciu sztuk zostało dostarczonych do składnicy w Plesiecku. Jakkolwiek system Temp-2S nie został nigdy oficjalnie przyjęty do służby, pewna liczba pocisków tego systemu rozpoczęła dyżur bojowy 21 lutego 1976 roku, a według źródeł zachodnich, do 50 pocisków zostało rozmieszczonych w 1978 roku. W podpisanym przez ZSRR traktacie SALT II Związek Radziecki zobowiązał się do nie produkowania, nie testowania oraz nie rozmieszczania żadnego pocisku Temp-2S lub jego trzeciego stopnia napędowego. Do roku 1985 całe wyposażenie pomocnicze systemu zostało usunięte z Plesiecka, a sam system został w traktacie INF określony jako "system nierozmieszczony".